# Anuschawan Ter-Gewondjan

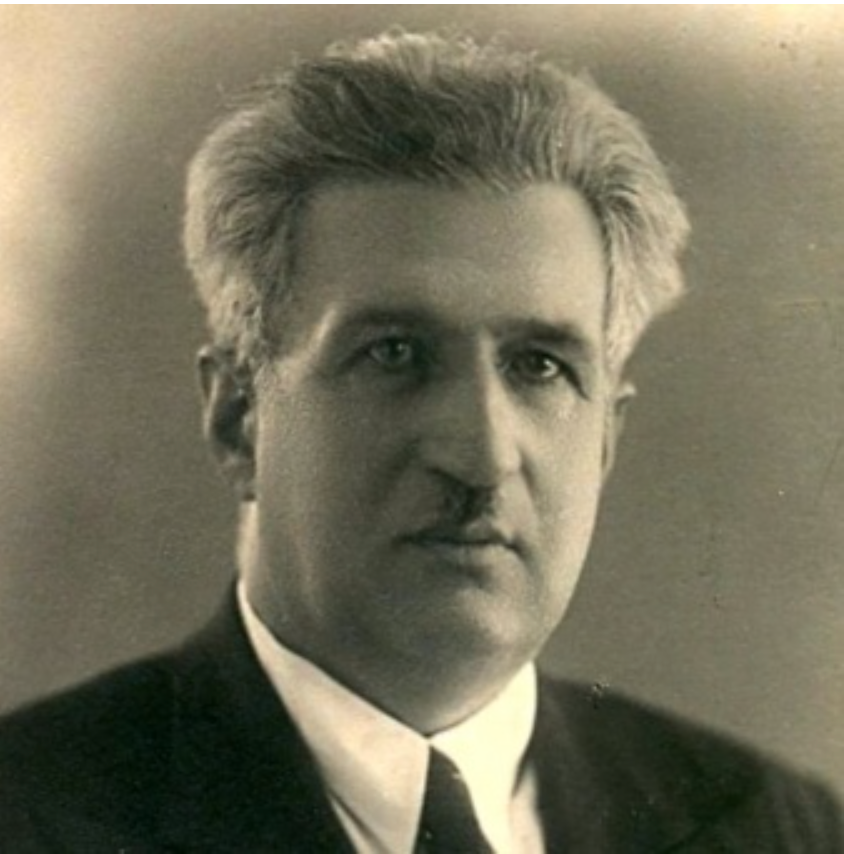
Anuschawan Ter-Gewondjan (1887–1961)

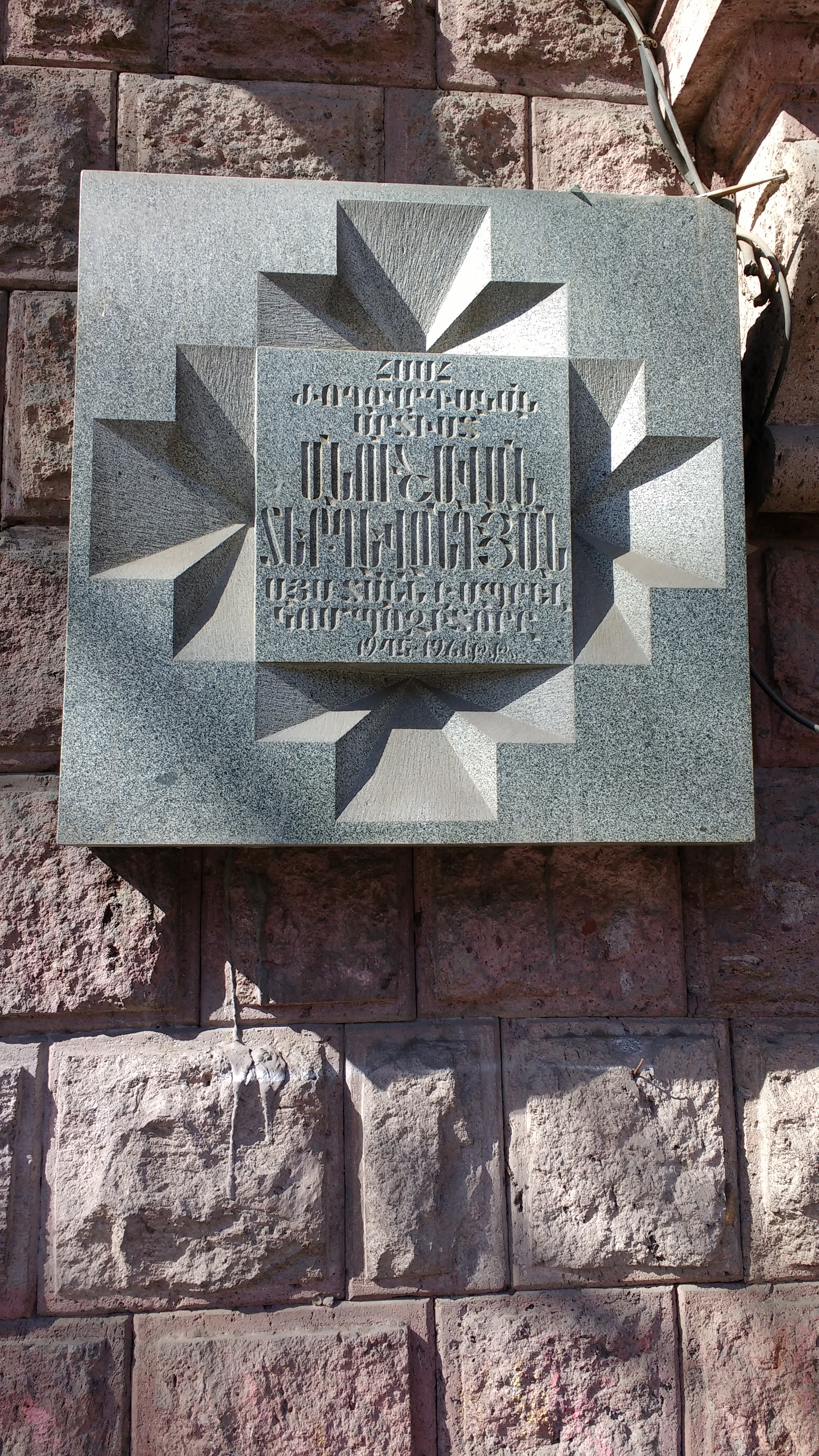
Gedenktafel für Anuschawan Ter-Gewondjan in Jerewan

Anuschawan Ter-Gewondjan (* 24. Februarjul. / 8. März 1887greg. in Tiflis; † 6. Juni 1961 in Jerewan) war ein armenischer Komponist.
Ter-Gewondjan studierte bis 1915 am Konservatorium von Petrograd bei Alexander Konstantinowitsch Glasunow, Anatoli Konstantinowitsch Ljadow und Maximilian Ossejewitsch Steinberg. Von 1918 bis 1925 unterrichtete er Musiktheorie am Konservatorium von Tiflis, danach 
ab 1934 bis 1938 war er Direktor des Konservatorium in Baku und anschließend bis 1944 Dozent am Konservatorium von Jerewan, das er seit 1930 leitete.
Er komponierte Bühnen- und Orchesterwerke, Chorsätze, Lieder und Schauspielmusiken. Einige seiner Kompositionen basieren auf der Erarbeitung von teilweise von ihm selbst gesammeltem Material aus der armenischen Volksmusik. 

## Werke (Auswahl)

### Oper
- Seda (1922–1923)
- Im Sonnenschein (Arewi Zolkerum/Wlutschach Solnza, 1949)

### Ballett
- Feuerbraut (1936)
- Anahit (1941)

### Orchester
- Die Geburt Vahagns. Vokalsinfonische Dichtung (1923)
- Akdamar. Sinfonische Dichtung (1923)
- Anahit. Suite aus dem Ballett (1941)
- Sinfonie (1942)
- Im Gedenken an Lenin. Sinfonische Dichtung (1957)
- Zur Erinnerung an die 26 Kommissare. Ballade für Bass und Orchester (1957)

### Bearbeitungen
- Armen Tigranjan: Anusch. Oper (1912, rev. 1935), Neuorchestrierung von Anuschawan Ter-Gewondjan (1939)[1]